# Damen i svart med violer
Damen i svart med violer är en sång i valstakt av Evert Taube, som handlar om ett möte på en dans där sångaren känner igen en kvinna klädd i svart med violer vid barmen, men inte kan känna igen varifrån. Sången är inspirerad av Taubes vän och lärare i den provensalska trubadurlyriken, Margot Lithander.